# Sudenburger Brauhaus

Etikett des Sudenburger Brauhauses aus den 1950er Jahren

Das Sudenburger Brauhaus ist eine Bierbrauerei in Magdeburg. Der Unternehmenssitz befand sich bis zur Schließung kurz nach der Wende im Langen Weg im Stadtteil Sudenburg. Heute befindet sich die wieder gegründete Brauerei in der Brenneckestraße.

## Geschichte
Das Sudenburger Brauhaus wurde 1882 als Sudenburger Brauhaus, Dummer & Döring gegründet. Bereits im ersten Geschäftsjahr wurden 150.000 Hektoliter Bier gebraut. Über die Grenzen Magdeburgs bekannt wurde auch der Werbeslogan „... und nach der Arbeit trinken wir das gute Sudenburger Bier“.
Das Unternehmen firmierte bis zum Ende des Zweiten Weltkriegs unter diesem Namen. 1952 wurde der Braubetrieb als VVB der Brau- und Malzindustrie, VEB Sudenburger Brauhaus fortgesetzt. Ab 1961 wurde das Sudenburger Brauhaus als „Werk III“ Teil des neu gegründeten VEB Vereinigte Brauereien Magdeburg. Zum „Werk I“ wurde die Diamant-Brauerei in der Neuen Neustadt, „Werk II“ die Börde-Brauerei im Stadtteil Alte Neustadt.
Ab Mitte der 1970er Jahre wurden nur noch alkoholfreie Getränke hergestellt. Kurz nach Wende wurde die Brauerei komplett stillgelegt und die Fabrikanlagen abgerissen. Nur die Doppelvilla der Firmengründer Dummer und Döring im Langen Weg ist noch heute erhalten.

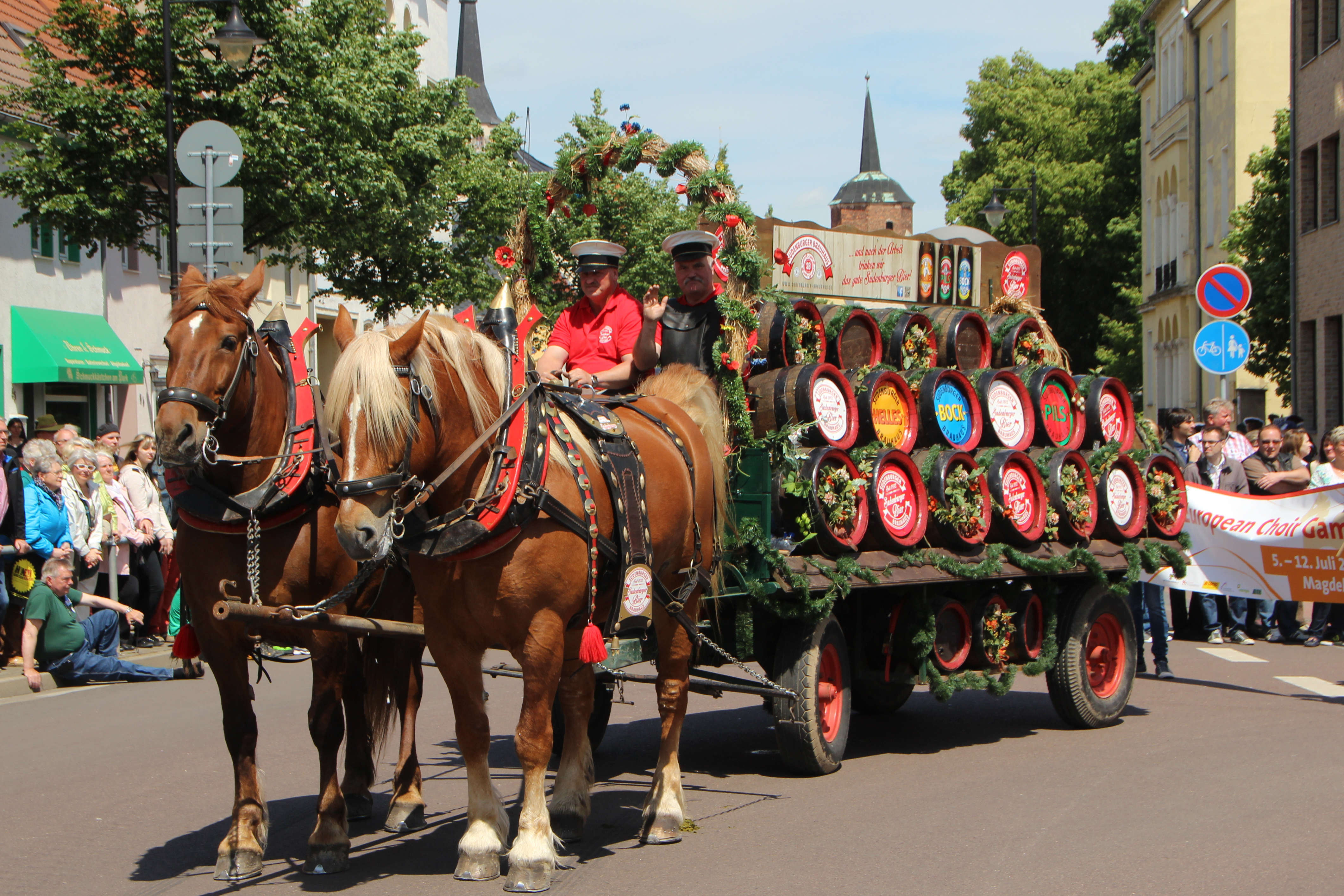
Werbeauftritt beim Sachsen-Anhalt-Tag 2015

Seit Mitte 2014 bot die „Magdeburger Getränkekombinat GmbH“ ein zunächst in Naila (Oberfranken) gebrautes „Sudenburger Bier“ an. Seit August 2017 wird das Bier wieder in einer eigenen Braustätte in der Brenneckestraße in Magdeburg-Sudenburg gebraut.